# ورو دادا
ورو دادا (به هندی: Veeru Dada) فیلمی محصول سال ۱۹۹۰ و به کارگردانی کی. آر ردی است. در این فیلم بازیگرانی همچون درمندرا، آمریتا سینگ، آدیتای پانچولی، فرح، کولبوشان کارباندا ایفای نقش کرده‌اند.